# Ralf-Guido Kuschy
Ralf-Guido Kuschy (Berlín Oriental, 23 de octubre de 1958-Berlín Oriental, 1 de enero de 2008) fue un deportista de la RDA que compitió en ciclismo en la modalidad de pista. Ganó dos medallas de bronce en el Campeonato Mundial de Ciclismo en Pista, en los años 1985 y 1986, en la prueba de velocidad individual.

## Medallero internacional
| Campeonato Mundial | Campeonato Mundial                | Campeonato Mundial | Campeonato Mundial       |
| Año                | Lugar                             | Medalla            | Competición              |
| ------------------ | --------------------------------- | ------------------ | ------------------------ |
| 1985               | Bassano (Italia)                  | Medalla de bronce  | Velocidad individual (A) |
| 1986               | Colorado Springs (Estados Unidos) | Medalla de bronce  | Velocidad individual (A) |